# Last of a Dyin' Breed
Last of a Dyin' Breed četrnaesti je studijski album sastava Lynyrd Skynyrd.

## Popis pjesama
1. "Last of a Dyin' Breed" - 3:51
2. "One Day at a Time" - 3:46
3. "Homegrown" - 3:41
4. "Ready to Fly" - 5:26
5. "Mississippi Blood" - 2:57
6. "Good Teacher" - 3:07
7. "Something to Live For" - 4:29
8. "Life's Twisted" - 4:33
9. "Nothing Comes Easy" - 4:13
10. "Honey Hole" - 4:35
11. "Start Livin' Life Again" - 4:23
12. "Poor Man’s Dream" - 4:07 (dodatna pjesma)
13. "Do It Up Right" - 3:56 (dodatna pjesma)
14. "Sad Song" - 4:01 (dodatna pjesma)
15. "Low Down Dirty" - 3:12 (dodatna pjesma)

## Osoblje
Lynyrd Skynyrd
- Johnny Van Zant - glavni vokali
- Gary Rossington - gitara
- Rickey Medlocke – gitara
- Michael Cartellone - bubnjevi
- Johnny Colt – bas-gitara
- Mark Matejka – gitara
- Peter Pisarczyk - klavijature
- John Lowery - gitara

Dodatni glazbenici
- Dale Krantz Rossington - prateći vokali
- Carol Chase - prateći vokali